# Aeroportul Chaghcharan
Aeroportul Chaghcharan (IATA: CCN, ICAO: OACC) este un aeroport din Chaghcharan⁠(d), Pprovincia Ghur, Afganistan ce deservește zona Chag'charon⁠(d).
Situat la o altitudine de 2.250 m, aeroportul dispune de o singură pistă.

## Infrastructură

### Terminale
Aerogara are în componență 1 terminal, Chaghcharan runway⁠(d). 